# Avicularia gracilis
Avicularia gracilis är en spindelart som först beskrevs av Eugen von Keyserling 1891.  Avicularia gracilis ingår i släktet Avicularia och familjen fågelspindlar. Inga underarter finns listade.